# Mitopoli
Mitòpoli (Μητόπολη) és una unitat municipal de Grècia, a Patres, Acaia.
Al segle xiii (i fins començament del XIV) fou una senyoria o baronia a la regió de Patres, una de les setze baronies del principat d'Acaia segons la Crònica de Morea. Guillem de Champlitte l'hauria concedit al cavaller Gibert de Cors (o d'Escors), amb quatre feus. Guillem hauria construit un castell del que encara es conserven algunes restes. Es va cassar amb Margarita de Neuilly, baronessa de Passavant i de part d'Akova amb la que va tenir dos fills, Guillem i Margarita. Gibert bva morir el 1258 a la batalla de Karydi. El seu fill Guillem fou senyor de Lisarea (herencia paterna) i segurament també de Mitòpoli; va morir abans de 1280, algun temps abans que la seva mare, i no va arribar a heretar les baronies d'aquesta (en tot cas Passava o Passavant ja estava en mans dels romans d'Orient des d'una data entre 1263 i 1278). L'herència, efectiva nomes en quant a la part d'Akova, va recaure en la filla Margarita de Cors que també va rebre del seu germà la senyoria de Lisarea i la senyoria o baronia de Mitòpoli. Margarita es va casar amb Payen de Sastenay, senyor de Moraina (un feu proper a Mitòpoli) i aquesta senyoria fou heretada per la seva esposa, però el terç de la baronia d'Akova fou venut per Payen a Odebert o Robert de la Trémoille o Dramelay baró de Calandritsa el 1280 (Calandritsa era propera a Mitòpoli). Margarita de Cors, ja vídua, fou casada amb Hug de Bruyéres, a canvi que aquest cedis un castell estratègic que havia ocupat, i pel matrimoni va adquirir les senyories de Moraina i de Lisarea i la baronia de Mitòpoli que després va transmetre a la filla Elena que per matrimoni les va aportar al baró d'Arcàdia Vilain II. El 1316 les Assises de Romania esmenten que el senyor de Mitòpolis era Nicolau de Dramelay que hauria heretat Calandritsa (podria ser un germà de les dues dames que van heretar la baronia quan ell va morir o el pare de la gran d'aquestes dames). El 1325, una meitat de Khlandritza fou venuda a Martí Zaccaria senyor de Quios que probablement per matrimoni va adquirir l'altra meitat. Mitòpolis se suposa que formaven part del l'adquisició. El castell de Mitòpolis no obstant s'esmenta per darrera vegada el 1316 i es creu que ja no s'utilitzava feia alguns anys, per lo que havia perdut tota importància.